# Cyclocephala
Cyclocephala  is een geslacht van kevers uit de familie van de bladsprietkevers (Scarabaeidae).

## Soorten
Het genus omvat zo'n 300 soorten., waaronder:
- Cyclocephala barrerai Marínez, 1969
- Cyclocephala faciolata Bates, 1888
- Cyclocephala flavipennis Arrow, 1914
- Cyclocephala forsteri Endrödi, 1966
- Cyclocephala hylaea Paz & Ratcliffe, 2022
- Cyclocephala lunulata Burmeister, 1847
- Cyclocephala mateoi Paz & Ratcliffe, 2022
- Cyclocephala paraguayensis Arrow, 1904
- Cyclocephala parallela Casey, 1915
- Cyclocephala sinaloae Howden et Endrödi, 1966
- Cyclocephala tucumana Bréthes, 1904
- Cyclocephala ukuku Paz & Ratcliffe, 2022
- Cyclocephala verticalis Burmeiseter, 1847